# Graptòlits
Els graptòlits (Graptolithina) són una classe d'hemicordats colonials fòssils coneguts principalment des del Cambrià superior fins al Carbonífer inferior (Mississipià). Un possible graptòlit primitiu, Chaunograptus, és conegut del Cambrià mitjà.
El nom "graptòlit" prové del grec graptos ("escrit") i lithos ("roca"), i es deu al fet que molts fòssils de graptòlits semblen jeroglífics escrits sobre roca. Carl von Linné els considerà originalment "dibuixos que semblen fòssils i no fòssils autèntics", tot i que investigadors posteriors els consideraren com a parents dels hidrozous. Les obres més recents els situen a prop dels pterobranquis, i potser dins seu.

## Taxonomia
El nom prové del gènere Graptolithus, que fou utilitzat per Carl von Linné el 1735 per mineralitzacions i crustacions inorgàniques que s'assemblaven a fòssils vertaders. El 1768, al dotzè volum del Systema Naturae, hi inclogué G. sagittarius i G. scalaris, respectivament un possible fòssil vegetal i un possible graptòlit. En la seva obra Skånska Resa del 1751, hi inclogué una figura d'un "fòssil o graptòlit d'un tipus estrany", i actualment es pensa que era un tipus de Cliamacograptus (un gènere de graptòlis biserials). Investigadors posteriors utilitzaren el nom per a referir-se a un grup específic d'organismes. Graptolithus fou oficialment abandonat per l'ICZN el 1954, en part a causa del seu ús inicial com a agrupació d'imitacions inorgàniques de fòssils (Bulman, 1970: V 6).
Des de la dècada del 1970, com a resultat dels avenços en la microscòpia electrònica, s'ha considerat generalment que els graptòlits són més propers als pterobranquis, un grup rar d'animals marins moderns de l'embrancament dels hemicordats. Se'n fan comparacions amb els hemicordats moderns Cephalodiscus i Rhabdopleura. Cephalodiscus compta amb unes divuit espècies, i fou descobert originalment el 1882.

## Diversitat morfològica
Els graptòlits fòssils i la Rhabdopleura comparteixen una estructura de colònies de zooides interconnectats allotjats en tubs orgànics (teca) que tenen una estructura bàsica de semianells apilats (fuselli). La majoria dels graptòlits extingits pertanyen a dos ordres principals: els Dendroidea sèssils semblants a un arbust i els Graptoloidea planctònics i flotants. Aquests ordres probablement van evolucionar a partir de pterobranquis incrustadors similars a la Rhabdopleura. A causa de la seva abundància generalitzada, estil de vida planctònic i tendències evolutives ben traçades, els graptoloides en particular són fòssils índexs útils per als períodes Ordovicià i Silurià.

Cada colònia de graptòlit prové d'un individu inicial, anomenat zooide sicular, a partir del qual es desenvoluparan els zooides posteriors. Tots estan interconnectats per estolons, un veritable sistema colonial compartit per Rhabdopleura però no Cephalodiscus. Aquests zooides estan allotjats dins d'una estructura orgànica que comprèn una sèrie de tubs secretats per les glàndules de l'escut cefàlic. L'estructura de la colònia s'ha conegut per diversos noms diferents, incloent ceneci (per a pterobranquis vius), rabdosoma (per a graptòlits fòssils) i, més comunament, tubari (per a tots dos). Els tubs individuals, cadascun ocupat per un sol zooide, es coneixen com a teca. La composició del tubari no es coneix clarament, però diferents autors suggereixen que està fet de col·lagen o quitina. En algunes colònies, hi ha dues mides de teca, l'autoteca més gran i la bitheca més petita, i s'ha suggerit que aquesta diferència es deu al dimorfisme sexual dels zooides dins d'una colònia.

Colònia de Rhabdopleuratubes. Inserció amb unitats formant una placa horitzontal que permet que la colònia tingui també format columnar.
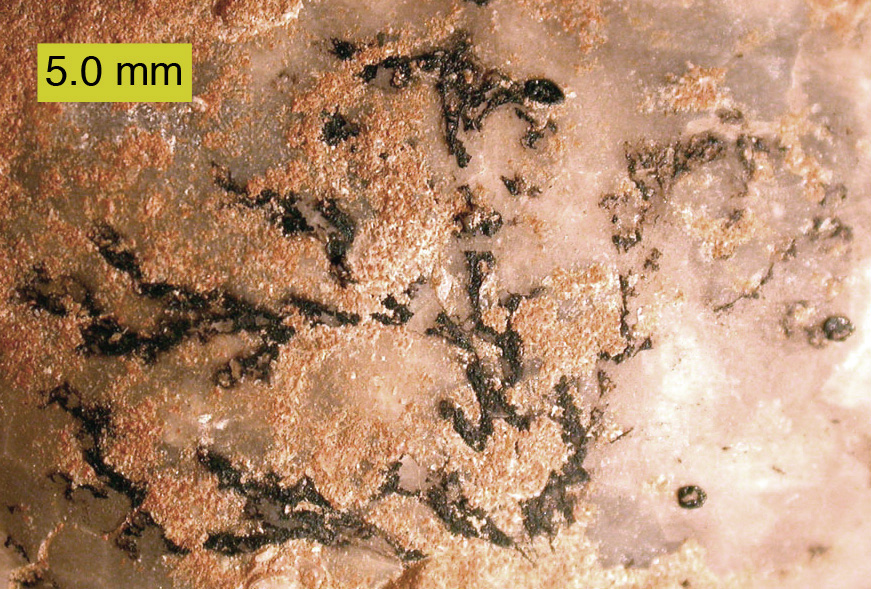
Thallograptus sphaericola agafats al Cistoïdeu Echinosphaerites aurantium; Ordovicià d'Estònia.
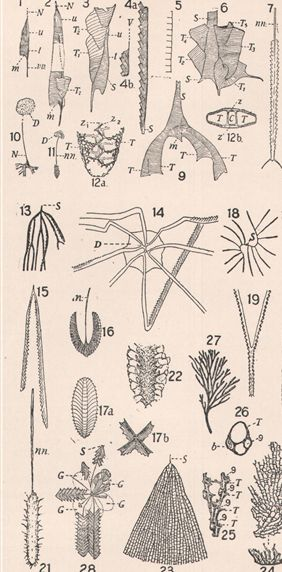
Il·lustració de la varietat de Graptòlits. Enciclopèdia Britànica.
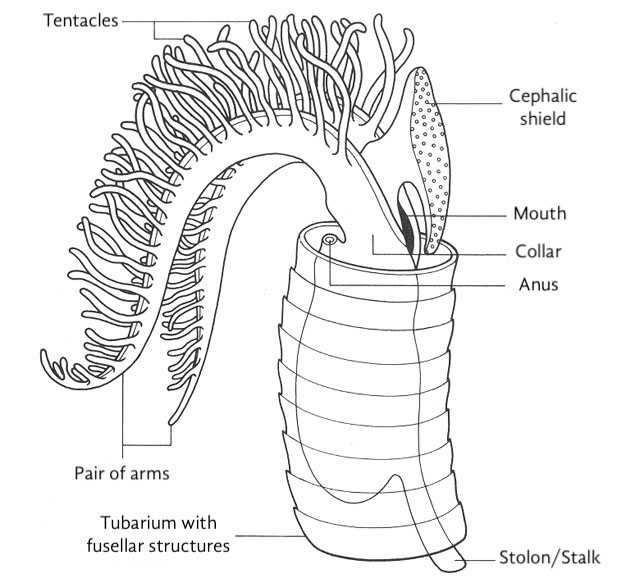
Representació d'un zooide. Unitat individual de les colònies de Graptòlits i altres gèneres no extints.

Els primers graptòlits van aparèixer al registre fòssil durant el Cambrià, i en general eren animals sèssils, constituint una colònia adossada al fons del mar. Diverses famílies divergents primerenques eren organismes incrustadors, amb la colònia desenvolupant-se horitzontalment al llarg d'un substrat. Els Rabdopleura, gènere actualment existent entren en aquesta categoria, amb una forma global de colònia incrustant combinada amb teca erecta i vertical. La majoria dels graptòlits erectes, dendrítics o arbustius/en forma de ventall es classifiquen com a dendroides (ordre Dendroidea). Les seves colònies s'unien a un substrat dur pel seu propi pes mitjançant un disc de fixació. Els graptòlits amb relativament poques branques es van derivar dels graptòlits dendroides al començament del període ordovicià. Aquest darrer grup principal, els graptoloides (ordre Graptoloidea) eren pelàgics i planctònics, que es deixaven arrossegar lliurement per la columna d'aigua. Foren un grup reeixit i prolífic, essent els animals macroplanctònics més importants i estesos fins que es van extingir a la primera part del període Devonià. Els graptòlits dendroides van sobreviure fins al període Carbonífer.

## Com a fòssils guia
Els graptòlits són fòssils comuns i tenen una distribució global. La preservació, quantitat i canvis graduals dels graptòlits al llarg dels períodes geològics permeten que els seus fòssils siguin utilitzats per a datar estrats de roques d'arreu del món. Són importants fòssils guia per a datar roques paleozoiques, car evolucionaren ràpidament amb el temps i formaren moltes espècie diferents. Els geòlegs britànics poden dividir les roques dels períodes Ordovicià i Silurià en biozones de graptòlits; solen tenir una durada de menys d'un milió d'anys. Una glaciació global a finals de l'Ordovicià eliminà la majoria de graptòlits que vivien en aquell temps; les espècies presents durant el Silurià foren el resultat de la diversificació a partir de només una o dues espècies que sobrevisqueren a la glaciació de l'Ordovicià.
També s'utilitzen els graptòlits per a estimar la temperatura i profunditat de l'aigua durant la vida dels graptòlits.